# Személyi igazolójegy

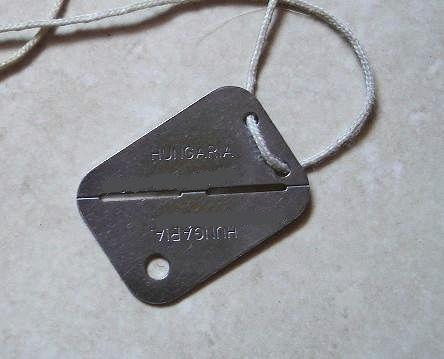
Magyar személyi igazolójegy

A katyńi vérengzésban a NKVD által meggyilkolt Lengyelország hadereje tiszteinek személyi igazolójegy ásták ki a Harkiv tömegsírjaiban

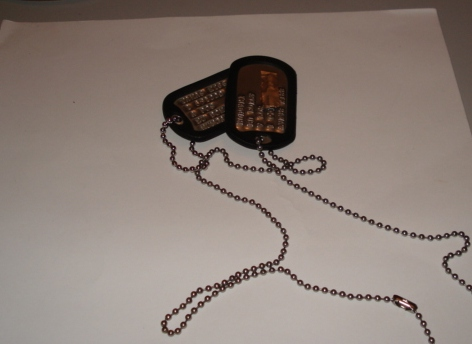
Amerikai 2 lapkából álló személyi igazolójegy

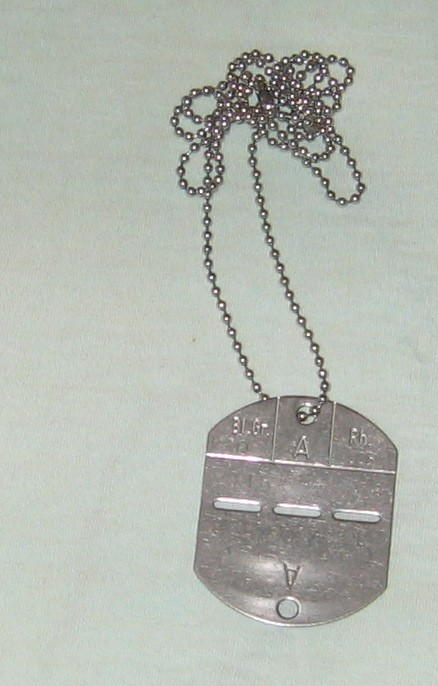
Kettétörhető osztrák azonosító jegy acélból

A személyi igazolójegy vagy azonossági jegy olyan okmányértékű azonosító, amely a fegyveres erők háborús sebesültjeinek és halottainak azonosítására szolgál. Általában egy kb. 3×4 cm-es, alumíniumból vagy acélból készült lapka, amely viselőjének azonosításra alkalmas személyes adatait tartalmazza.
Az azonosító jegy közhasználatú magyar elnevezése – a katonai szlengből – dögcédula, amely utal az azonossági jegy elsődleges funkciójára is.

## Célja
Az azonosítójegy célja, hogy annak viselőjét eszméletvesztés vagy halál esetén is egyértelműen azonosítani lehessen. Az azonosítójegy általában két egyforma részből áll (vagy kettétörhető, vagy eleve két külön lapka van összefűzve zsinóron vagy láncon). Halál esetén az egyik felét az elhunyt testén hagyják, hogy akár temetés után is egyértelműen azonosítani lehessen, míg a másik fél alapján történik a halotti anyakönyvezés.

## Használata
Az azonosítójegyet leggyakrabban a nyakban viselik zsinóron vagy láncon (az Osztrák-Magyar hadseregben például a nadrágzsebben kellett tartani). A vietnámi háború alatt jött divatba az amerikai katonák között, hogy a két lapkából álló azonosítójegyük egyik példányát a bakancsuk fűzőjéhez rögzítették. Ha egy fejlövés következtében leszakadt a fejük és elveszett az egyik lap, akkor még a másik a bakancs fűzőjénél megmaradt. Ezt a módszert használják napjainkig is.

## Története
Az azonossági jegy első megjelenését az amerikai polgárháború idejére teszik. Akkoriban a katonák a személyes adataikat felírták egy papírra, amelyet azután egy fémkapszulába zárva a kabátzsebükben hordtak. Egyes kereskedők üzleti céllal elkezdtek forgalmazni különböző azonosítókat. Ők már viszont fémlemezre gravírozták vagy préselték az adatokat. A lemezeket díszítéssel is ellátták. A veteránok számára ezek az azonosítók egyben háborús emlékként is szolgáltak.
Az azonossági jegy hamarosan Európában is megjelent. Az 1870/71-es porosz–francia háború idején kezdték alkalmazni. A katonák csak „Hundemarke” (kutyabárca) néven emlegették. Állítólag azért, mert mutatott némi hasonlóságot a kutyák megjelölésére szolgáló fémtáblácskákkal, amelyet ugyanekkor vezettek be Berlinben. Innen került át az angol nyelvbe is a „dog tag” elnevezés.
A Magyar Királyi Honvédségnél 1878. augusztus 24-én rendelte el a honvédelmi miniszter a papíralapú igazolványjegyek használatát. Az igazolványjegyen az illető csapatteste, rendfokozata, vezeték- és keresztneve, avatási évfolyama, anyakönyvi lapszáma, lakhelye és születési éve szerepelt. Maga a papírjegy egy réztokban volt tárolva. Idővel kiegészítették azzal, hogy a katona milyen védőoltásokat kapott. 1909-ben elrendelték, hogy az illető vallása is szerepeljen az adatok sorában. Az első világháború alatt jött szokásba, hogy az alapadatokat beleütötték az igazolványjegy tokjába, arra az esetre, ha maga az igazolványjegy megsemmisülne. Ennek köszönhetően az Osztrák–Magyar Monarchia haderejében rendszeresített igazolványjegy-tok hasonlatossá vált a más országok katonái által használt dögcédulákhoz.
Az első világháború után a Magyar Királyi Honvédségnél a korábbi típusú igazolványjegyek maradtak használatban. A tokra pedig egy sajátos, lyukasztós kódrendszerrel rögzítettek három adatot. Az 1936M azonossági jegyet 1937 októberében rendszeresítettek. A leírás szerint az „alakja teljesen az eddigi igazolvány jegytok alakjának felel meg, alumíniumlemezből készül és egy 100 cm hosszú, vörösrézhuzal-bélésű gyapjúzsinórral van felszerelve.” Az azonossági jegy mindkét külső oldalára a „HUNGARIA” felirat került, alá pedig egy 10x10 cm-es osztású rácsozat. A rácsozatot két függőleges hullámvonal osztotta három részre. Az első oszlopba lyukasztott négy szám azt a járást jelölte, ahol a katonát anyakönyvezték, majd következett a születési év utolsó két, valamint a születési anyakönyvi kivonat utolsó négy számjegye. Magában foglalta a korábbi időből származó papírjegyet is. Sajnálatos módon ez a módszer "egyedülállónak" számított. Más hadseregek a klasszikus azonosító jegyet használták, amelynél az adatokat különböző formájú fémlemezekbe ütötték. A második világháború harcterein általános szokássá vált, hogy az azonossági jegy egyik felét a harcokban odaveszett katonával együtt eltemették, amíg a másik felét leadták a veszteségi nyilvántartók részére. Ez az eljárás segítette az elesettek úgynevezett visszaazonosítását, akár több évtized távlatából is.
Az 1950-es években a Magyar Néphadsereg is áttért a fémből préselt azonossági jegyek alkalmazására. A kor paranoid és rejtési szokásai miatt azonban jelentősen csökkent az adattartalom. Az 1950M azonossági jegyen már csak a katona alakulatának postafiókszáma és személyes sorszáma szerepelt. Az 1960-as évektől használt azonossági jegy formailag hasonlított az 1936M azonossági jegyre, de igazolványjegyet már nem tartalmazott Az 1960-as években használt azonossági jegy 3+ 6 szájegyet tartalmazott. Az első három számjegy a Fővárosi kerületi ill. a járási kiegészítő parancsnokságot azonosította. A második számjegy pedig az összeíráskori lajstromszám volt. Ezeket az azonossági jegyeket leszereléskor nem adták oda,mert minden 6. évben újra felhasználták. A sor ,a  tartalékos, tsz és hivatásos állomány esetében más-más számmezőt használtak. . Ezt váltotta fel 1978-ban a személyi szám bevezetése után az a jelenleg is használt, átlósan kettétörhető 25x35 mm-es, tűzálló acélból készült lapocska, amelyen a „HUNGARIA” felirat mellett a katona személyi száma (és esetleg vércsoportja is) szerepel.
A Magyar Honvédség csak külföldi misszióban részt vevő katonáknak adja ki az azonosítójegyüket.

## Művészi megjelenítése
- Az Edward Berger által rendezett Nyugaton a helyzet változatlan című 1. világháborús filmben Paul Barmer a halott katonák azonosítóját gyűjti. (ill. még a film végén egy névtelen katona teszi ugyanezt)
- Irwin Shaw: Oroszlánkölykök című könyvében említi a dögcédulát. Ebben részben a halottakat gyűjtéséért felelős tiszt okítja a katonákat, hogy az egyik dögcédulát a nadrágzsebben hordják, mert ha elviszi a lövedék a fejüket, akkor megy vele a dögcédula is, és nem használható azonosításra.
- A Steven Spielberg rendezte Ryan közlegény megmentése című filmben a James Francis Ryan megkeresésére indult szakasz tagjai dögcédulákkal pókereznek.
- A Luis Llosa rendezte Lopakodók (Sniper) című filmben Thomas Beckett (Tom Berenger) az akciók közben meghalt társai dögcéduláit gyűjti.